# 거창대성고등학교
거창대성고등학교(居昌大成高等學校)는 대한민국 경상남도 거창군 상림리에 위치한 사립 고등학교이다.

## 학교 연혁
- 1951년 10월 12일 : 학교법인 덕봉학원 설립
- 1959년 4월 6일 : 양재원 이사장 취임
- 1964년 3월 6일 : 거창대성고등학교 개교
- 1970년 10월 12일 : 본관 20개 교실 준공
- 1994년 8월 15일 : 학칙 변경(21학급)
- 1995년 6월 17일 : 양길용 이사장 취임
- 2004년 6월 27일 : 농어촌 자율학교로 지정됨
- 2005년 3월 2일 : 현대식 기숙사 신축 및 자습실 개설
- 2019년 11월 29일 : 기숙사 신관 신축
- 2021년 3월 1일 : 제21대 박우상 교장 취임
- 2023년 1월 4일 : 제57회 졸업식
- 2023년 3월 2일 : 제60회 입학식

## 참고 자료
- 거창대성고등학교 - 한국교육학술정보원 학교알리미